# جنایت بی‌نقص (فیلم ۱۹۷۸)
جنایت بی‌نقص (انگلیسی: The Perfect Crime) با نام اصلی تحقیق دربارهٔ یک جنایت بی‌نقص (ایتالیایی: Indagine su un delitto perfetto) یک فیلم جنایی جالو به کارگردانی جوزپه روساتی است که در سال ۱۹۷۸ منتشر شد و یکی از آخرین نقش‌آفرینی‌های بازیگر بریتانیایی آنتونی استیل محسوب می‌شود.

## گزیدهٔ بازیگران
- گلوریا گوئیدا
- لنرد مان
- جوزف کاتن
- آدولفو چلی
- آنتونی استیل
- ژانت اوگرن
- آلیدا والی
- فرانکو رسل
- پل مولر
- ماریو نوولی
- کلودیو گورا
- توم فلگی
- ماریا تدسکی